# Alan James
Alan James (Port Townsend, 23 marzo 1890 – Hollywood, 30 dicembre 1952) è stato un regista, sceneggiatore e, occasionalmente, montatore statunitense.

## Biografia
Fratello dell'attrice Violet Knights. Si firmò anche con i nomi Allan James, Alvin J. Neitz, Alvin J. Nietz, A.J. Neitz, Alvin Neitz, Al Neitz.
Iniziò la sua carriera cinematografica nel 1916, come sceneggiatore e come regista. Attivo all'epoca del muto, all'avvento del sonoro continuò a lavorare in film di genere, dirigendo il suo ultimo film nel 1943.

## Filmografia

### Regista
- The Trap - cortometraggio (1916)
- The Secret Peril - cortometraggio (1919)
- Outlawed
- Gun Shy (1922)
- Back Fire (1922)
- The Firebrand (1922)
- The White Panther (1924)
- The Girl of the West (1925)
- Born to Battle (1927)
- The Phantom (1931)
- Come On, Tarzan (1932)
- Tex Takes a Holiday (1932)
- Tombstone Canyon (1932)
- Phantom Thunderbolt (1933)
- Fargo Express (1933)
- When a Man Sees Red (1934)
- Dick Tracy, co-regia di Ray Taylor - serial (1937)
- The Girl of the West (1925)
- SOS Coast Guard
- Wild Horse Stampede
- The Law Rides Again

### Sceneggiatore
- The Good-for-Nothing Brat
- The Trap, regia di Alvin J. Neitz (Alan James) - cortometraggio (1916)
- Tre dollari d'oro (3 Gold Coins), regia di Clifford Smith (1920)
- Mule Train, regia di John English (1950)
- Silver Canyon, regia di John English (1951)